# Джанет Йелън
Джанет Йелън (на английски: Janet Yellen) е американска икономистка и банкерка, председател на Федералния резерв на Съединените американски щати през 2014-2018 година.
В края на ноември 2020 г. новоизбраният американски президент Джо Байдън съобщава, че ще номинира Йелън за финансов министър, с което тя ще бъде първата жена на този пост.

## Биография
Родена е в Ню Йорк на 13 август 1946 г. Дъщеря на лекар и начална учителка. Има брат, който е археолог. Омъжена е за Джордж Акерлоф, който е носител на Нобелова награда за икономика за 2001 г. и заедно работят върху проблеми на трудовия пазар. Техният син Робърт преподава в Университета Уоруик.
Преди да поеме поста от Бен Бернанке, тя е негов заместник във Федералния резерв, а преди това оглавява клона на банката в Сан Франциско. Доктор е по икономика, преподавала е в Харвардския университет, Калифорнийския университет в Бъркли и Лондонското училище по икономика. Ученичка и последователка на Джеймс Тобин, академичната ѝ дейност е фокусирана върху проблемите на заетостта.